# Kruger Gavioli
Kruger Gavioli (Cavezzo, 12 settembre 1915 – El Alamein, 17 luglio 1942) è stato un militare italiano, insignito della medaglia d'oro al valor militare alla memoria nel corso della seconda guerra mondiale.
Sergente maggiore dell'8º reggimento bersaglieri, ricevette la medaglia d'oro al valor militare.

## Biografia

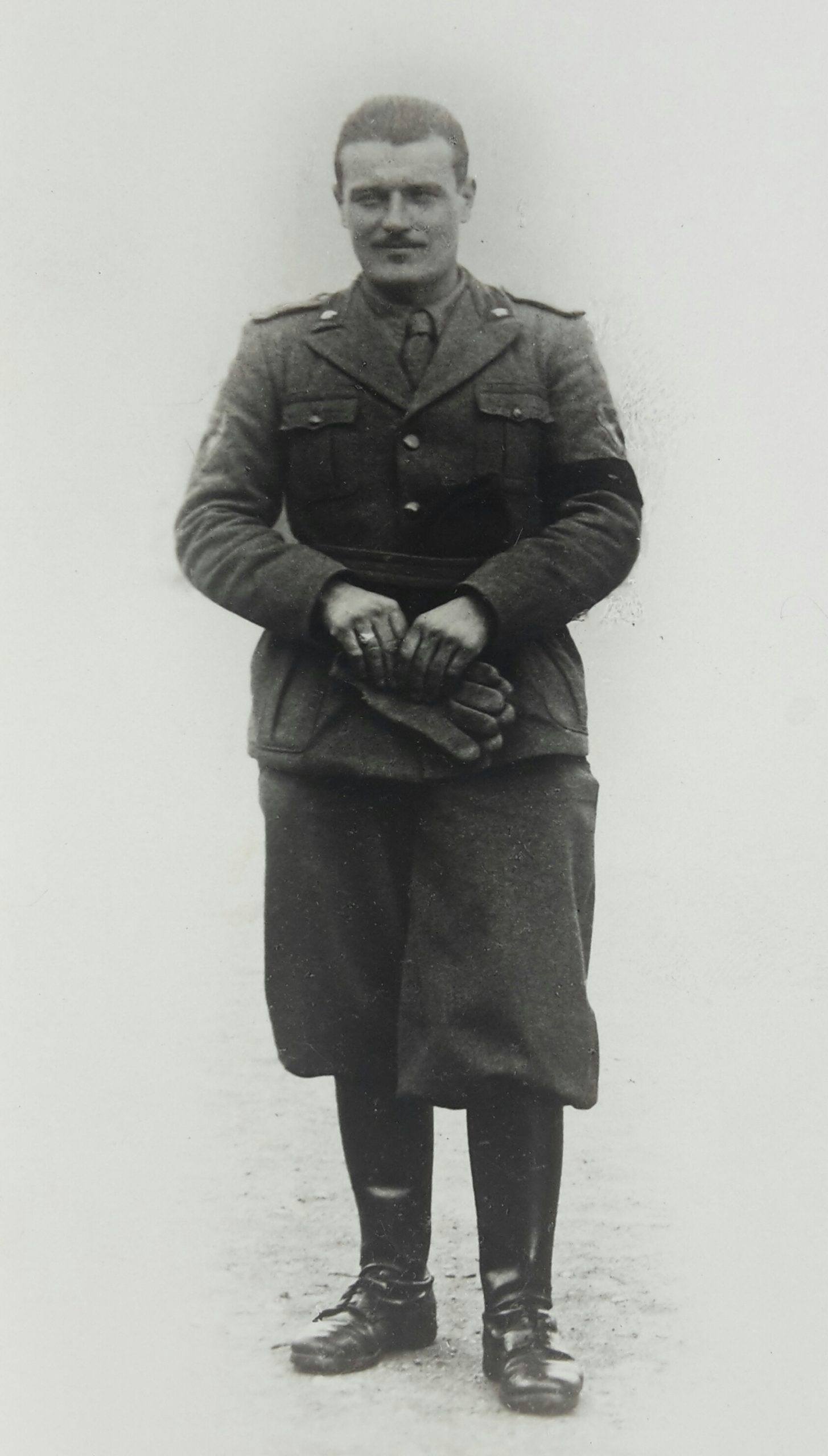
Kruger Gavioli

Figlio di Romolo Gavioli e Ildegonda Maivasi, Kruger svolse il servizio militare di leva dall'ottobre 1936 all'agosto 1937 nel 3º reggimento bersaglieri, da cui fu congedato con il grado di sergente. Il 2 settembre 1939 fu richiamato alle armi nell'8º reggimento bersaglieri ed assegnato al 133º battaglione esploratori corazzato. Dopo l'entrata in guerra del Regno d'Italia, il 18 aprile 1942 partì verso la Libia, nell'Africa Settentrionale. Passato con il grado di sergente maggiore alla compagnia comando dell'8º battaglione corazzato della Divisione Trieste, partecipò alla terza offensiva italo-germanica e si distinse nella battaglia della Marmarica di fine maggio e nell'espugnazione del 21 giugno di Tobruch.
Il 17 luglio 1942 morì in azione di pattugliamento notturna durante la Prima battaglia di El Alamein, quando attaccò di sua iniziativa alcuni carri nemici che stavano tentando di infiltrarsi tra i capisaldi italiani. Ferito la prima volta da un colpo di artiglieria, continuò l'azione; colpito una seconda volta, con il veicolo immobilizzato, continuò a sparare finché una terza salva di artiglieria lo centrò in pieno, uccidendolo all'età di 26 anni.

## Ricordo
Alla memoria di Kruger Gavioli è dedicata una strada nella sua città natale. Inoltre, sul retro del Monumento ai caduti di tutte le guerre collocato in piazza Giacomo Matteotti, è stata posta una lapide che ricorda la medaglia d'oro.
Nel 2012 fu intitolato a Kruger Gavioli il corso di addestramento del 3° blocco 2012 degli 800 Volontari in Ferma Prefissata dell'Esercito italiano.